# Battaglia di Jargeau
La battaglia di Jargeau si svolse l'11 - 12 giugno 1429. Fu la prima battaglia offensiva di Giovanna d'Arco. Dopo aver liberato Orléans dall'assedio, le forze francesi rapidamente riconquistarono il territorio limitrofo lungo la Loira. Questa campagna fu la prima celere offensiva dei francesi in una generazione, durante la guerra dei cent'anni.

## Antefatto
Alla fine del 1428, gli inglesi ed i borgognoni occuparono quasi tutta la Francia a nord della Loira. Molti punti strategici lungo il fiume erano stati catturati e la città di Orléans era stata cinta d'assedio a partire dall'ottobre dello stesso anno. Con il controllo inglese della valle della Loira, il rimanente territorio a sud, ancora in mano al Delfino, sarebbe stato libero all'invasione.
Agli inizi di marzo del 1429, Giovanna d'Arco giunse a Chinon per incontrare il futuro Carlo VII di Francia, e, dopo aver sostenuto un colloquio con degli ecclesiastici a Poitiers, formò un grosso contingente francese, che partì con il proposito di liberare Orléans dall'assedio nemico. L'operazione ebbe successo e l'assedio terminò il 9 maggio.
Il ponte presso la città era stato distrutto subito prima della fine delle operazioni militari. I francesi avevano perso il controllo degli altri attraversamenti lungo il fiume. Tre piccole e rapide battaglie a Jargeau, Meung-sur-Loire e Beaugency dimostrarono la rinata fiducia dei francesi e gettarono le basi per la successiva offensiva su Reims e Parigi. La campagna della Loira uccise, catturò o fece cadere in disgrazia la maggior parte dei più valenti ufficiali di collegamento inglesi e ne decimò gli arcieri più talentuosi.
La campagna della Loira del 1429 si compose di cinque azioni militari:
1. La battaglia di Orléans.
2. La battaglia di Jargeau.
3. La battaglia di Meung-sur-Loire.
4. La battaglia di Beaugency.
5. La battaglia di Patay.

## Da Orléans a Jargeau
In seguito alla fine dell'assedio di Orléans, le forze francesi impiegarono il mese successivo nei reclutamenti e nel rafforzamento degli organici, in vista dell'ulteriore fase delle operazioni militari. Ai primi di giugno, in un incontro tra i leader militari francesi al cospetto del Delfino, fu deciso di seguire una strategia di liberazione della valle della Loira dalle truppe inglesi. L'esercito fu formato ad Orléans, dove Giovanna d'Arco li raggiunse il 9 giugno. Lo stesso giorno, l'esercito partì alla volta di Jargeau.
Nel frattempo, l'8 giugno, sir John Fastolf lasciò finalmente Parigi con un esercito di rinforzo di alcune migliaia di soldati, diretto verso la valle della Loira.

## Jargeau
Jargeau era una piccola città sulla riva sudest della Loira, nella Francia centrale, circa 10 miglia ad est di Orléans. Conquistata dagli inglesi pochi anni prima, in quanto punto di addestramento per la pianificata invasione del sud del paese, la città era difesa da mura con diverse torri ed accessi fortificati. Un fossato appena fuori le mura incrementava ulteriormente le difese. Fuori le mura, si erano sviluppati i sobborghi. Vi era un singolo ponte fortificato, strategicamente significativo durante la seconda parte della guerra, che attraversava la Loira verso la riva nord. La città era difesa da circa 700 uomini, dotati di armi da fuoco.

## Tattica
Giovanna d'Arco ed il duca Giovanni II di Alençon controllavano una forza che includeva i capitani Gilles de Rais, il Bastardo d'Orléans, Jean Poton de Xaintrailles e La Hire.  Il Duca di Suffolk William de la Pole dirigeva la difesa inglese.
La battaglia iniziò con un assalto francese ai sobborghi. I difensori inglesi lasciarono le mura cittadine ed i francesi si ritirarono. La Pulzella utilizzò il suo stendardo per riorganizzare le truppe. Gli inglesi si ritirarono dentro le mura della città ed i francesi si sistemarono nei sobborghi per la notte.
Il mattino dopo l'eroina francese invitò i difensori ad arrendersi, ma questi rifiutarono. I francesi fecero partire un pesante bombardamento d'artiglieria. Una delle torri cittadine cadde.
Giovanna iniziò l'assalto alle mura cittadine sopravvivendo ad un proietto di pietra che si ruppe in due contro il suo elmo appena salì sulla scala. Gli inglesi subirono gravi perdite. Alcuni ritengono in numero di 300-400 combattenti. De la Pole fu fatto prigioniero. Su 1200 unità, le perdite francesi furono stimate come leggere.